# Absolute Music 29
Absolute Music 29 er den sidste kompilation i serien Absolute Music udgivet i maj 2002.

## Spor
| #   | Titel                                    | Sangskriver(e)                                                        | Kunstner                       | Længde |
| --- | ---------------------------------------- | --------------------------------------------------------------------- | ------------------------------ | ------ |
| 1.  | "Murder on the Dancefloor"               | Sophie Ellis-Bextor, Gregg Alexander                                  | Sophie Ellis Bextor            | 3:38   |
| 2.  | "Caught in the Middle"                   | Ben Adams, Paul Marazzi, Chris Porter, Rick Mitra                     | A1                             | 3:28   |
| 3.  | "Get the Party Started"                  | Linda Perry                                                           | P!nk                           | 3:11   |
| 4.  | "Dream On"                               | Lars H. Jensen, Martin Michael Larsson, Paul Varney                   | James Sampson                  |        |
| 5.  | "In Your Eyes"                           | Kylie Minogue, Richard Stannard, Julian Gallagher, Ash Howes          | Kylie Minogue                  | 3:18   |
| 6.  | "Vent På Mig"                            | Martin Brygmann, Hella Joof, Peter Frödin                             | Peter Frödin & Jimmy Jørgensen | 4:05   |
| 7.  | "World Of Our Own"                       | Steve Mac, Wayne Hector                                               | Westlife                       | 3:30   |
| 8.  | "Fallin'"                                | Alicia Keys                                                           | Alicia Keys                    | 3:16   |
| 9.  | "Gotta Get Thru This"                    | Daniel Bedingfield                                                    | Daniel Bedingfield             | 2:42   |
| 10. | "Somethin' Stupid" (feat. Nicole Kidman) | C. Carson Parks                                                       | Robbie Williams                | 2:50   |
| 11. | "Dance For Me" (feat. Common)            | Mary J. Blige Bruce Miller Lonnie Lynn Sting                          | Mary J. Blige                  | 4:47   |
| 12. | "Overprotected"                          | Max Martin Rami                                                       | Britney Spears                 | 2:50   |
| 13. | "Aldrig Mer"                             | Patrik Isaksson                                                       | Patrik Isaksson                | 4:22   |
| 14. | "The World Outside My Door"              | Remee, Cuthfather, Joe Belmaati                                       | EyeQ                           | 3:28   |
| 15. | "She's Leaving"                          | Thomas Helmig                                                         | Thomas Helmig                  |        |
| 16. | "AM To PM"                               | Christina Milian Christian "Bloodshy" Karlsson Pontus "Avant" Winberg | Christina Milian               | 3:52   |
| 17. | "Empty Space"                            | Mark Rosenér                                                          | Jupiter Day                    |        |
| 18. | "Because I Got High"                     | Afroman                                                               | Afroman                        | 3:19   |